# Economia da família
A Economia da Família aplica conceitos econômicos básicos, como produção, divisão do trabalho, distribuição e tomada de decisão, ao estudo da família. Usando a análise econômica, tenta explicar os resultados exclusivos da família - como o casamento, a decisão de ter filhos, a fertilidade, a poligamia, o tempo dedicado à produção doméstica e o pagamento de dotes. 

## Teoria
A família, embora reconhecida como fundamental por Adam Smith, recebeu pouco tratamento sistemático na economia antes dos anos 1960. Importantes exceções são o modelo de crescimento populacional de Thomas Robert Malthus, e o livro de Friedrich Engels, sobre a estrutura da família, sendo este último frequentemente mencionado na economia marxista e feminista. Desde a década de 1960, a economia da família se desenvolveu dentro da economia mainstream, impulsionada pela nova economia doméstica iniciada por Gary Becker, Jacob Mincer e seus alunos. Seus temas padrão incluem: 
- Fertilidade e demanda por crianças em países desenvolvidos e em desenvolvimento;[3][4]
- Saúde e mortalidade infantil;[5]
- Interrelação e o trade-off de 'quantidade' e 'qualidade' de crianças através do investimento de tempo e outros recursos dos pais;[6][7][8]
- Altruísmo na família, incluindo o teorema da criança podre;[9]
- Divisão sexual do trabalho, negociação intrafamiliar e função de produção doméstica;[10][4]
- Seleção de parceiros,[11] custos de busca, casamento, divórcio e informações imperfeitas;[12][4]
- Organização familiar, formação e oportunidades para as crianças;[13]
- Mobilidade intergeracional e desigualdade,[14] incluindo as transferências intergeracionais de riqueza;[15]
- Capital humano, segurança social e ascensão e queda das famílias;[16]
- Macroeconomia da família.[17][18][19][4]

Várias pesquisas, tratados e manuais estão disponíveis sobre o assunto.   

## História
Os primeiros economistas estavam mais interessados em quanto os indivíduos contribuem para a produção social, o que se traduz em quanto trabalho eles fornecem no mercado de trabalho. A produção dentro do agregado familiar não foi um assunto que recebeu tratamento sistemático por economistas adiantados. 
Em A Riqueza das Nações, Adam Smith alude à importância da família em seu capítulo sobre os salários. Smith escreveu: "Mas, embora em disputas com seus trabalhadores, os senhores geralmente tenham a vantagem, há, no entanto, uma certa taxa abaixo da qual parece impossível reduzir, por um tempo considerável, os salários ordinários mesmo das espécies mais baixas de trabalho... Um homem deve sempre viver de seu trabalho, e seu salário deve pelo menos ser suficiente para mantê-lo. Eles devem, na maioria das vezes, ser um pouco mais; caso contrário, seria impossível para ele criar uma família, e a raça de tais trabalhadores não poderia durar além da primeira geração."  Assim, o salário recebido pelo trabalhador deve ser alto o suficiente para sustentar a família, a fim de garantir a reprodução inter-geracional da classe trabalhadora. Malthus acrescentou essa análise em sua teoria do crescimento populacional, onde ele argumentou que, quando os salários são altos, as famílias que trabalham tendem a ter mais filhos, causando aumento da população e redução dos salários. 
A reprodução da força de trabalho, ou seja, a forma como os trabalhadores criam filhos para se substituírem, é uma questão central na Teoria Marxista. Em O Capital, Volume I, Marx argumenta que a quantidade de tempo de trabalho necessária para a reprodução dos trabalhadores é igual em valor à renda de que necessitam para sustentar uma família que criará um filho para substituir o trabalhador. Este montante é chamado de tempo de trabalho necessário. Ele chama tempo de trabalho excedente o tempo de trabalho que os trabalhadores gastam além do tempo necessário. Isso implica que, para Marx, o salário que os trabalhadores precisam para sustentar suas famílias é um dos fatores básicos que regulam a economia. Quando ele define o tempo de trabalho necessário, no entanto, Marx significa o trabalho de mercado necessário para obter a renda que os trabalhadores precisam para que sua família possa sobreviver. Alguns ligam as demandas da classe trabalhadora por um salário familiar no final do século XIX às ideias de Marx: os trabalhadores do sexo masculino exigiam que seus salários estivessem em um nível suficiente para eliminar a necessidade de esposas e filhos de fazerem um trabalho de mercado. Não há nada sobre a produção ocorrendo dentro da família no Capital.
Friedrich Engels escreveu sobre como a estrutura econômica da família é moldada pela estrutura da sociedade de classes. De acordo com Engels, a família monogâmica, composta por um homem, uma mulher e filhos, é algo criado pelo sistema de classes. Assim são o adultério e a prostituição, instituições que vão junto com o sistema familiar monogâmico. As formas pré-capitalistas de casamento discutidas por Engels  eram casamento em grupo e casamento conjugado. Engels argumentou, "com a ponderação da propriedade privada sobre a propriedade comunal e o interesse em seu legado, os direitos paternos e a monogamia ganharam supremacia". Ele esperava que a monogamia desaparecesse com o fim do capitalismo. Ele escreveu que dentro da família os homens são como capitalistas e as mulheres são como o proletariado, e a liberdade total para as mulheres só pode ser possível se as mulheres forem trazidas "de volta à indústria pública", (p. 138) como ele esperava aconteceria sob o socialismo. Na sua opinião, no socialismo, as mulheres não enfrentariam a dupla jornada de trabalho; o assalariado e o trabalho doméstico não remunerado, uma vez que ele esperava que as tarefas domésticas fossem oferecidas como serviços públicos. Outros economistas marxistas do final do século XIX e início do século XX, como August Bebel, Rosa Luxemburgo e Lênin, também escreveram sobre a necessidade de trazer as mulheres de volta à indústria pública.
A escola marginalista, desenvolvida no final do século XIX, mudou o foco da economia para longe da família. O foco dos primeiros marginalistas, como Léon Walras, Stanley Jevons e Alfred Marshall, eram as transações de mercado, de modo que qualquer trabalho feito em casa não interessava aos marginalistas. A unidade econômica básica era o indivíduo ou o agregado familiar e, quando tomavam o agregado familiar como unidade básica, não estavam interessados em como as decisões eram tomadas dentro de um agregado familiar.
Nos anos 1920 e 1930, economistas como Eric Lindahl, Einar Dahlgren, Karin Kock e Simon Kuznets argumentaram que a produção dentro do lar era uma parte importante da produção nacional e, sem sua inclusão, o PIB não pode ser um indicador completo do nível de produção nacional. Durante o mesmo período, Hazel Kyrk, Margaret Reid e Elizabeth Hoyt tentaram desenvolver um novo campo chamado economia do consumo, tentando trazer papéis de consumo e produção para o lar dentro da esfera da economia. 
A Nova Economia Doméstica se desenvolveu na década de 1960 e continua sendo uma das principais abordagens no campo da economia da família no século XXI. As funções de produção doméstica introduzidas por Gary Becker em seu artigo "Uma Teoria da Alocação do Tempo" são usadas na análise de muitas decisões domésticas. Theodore W. Schultz capturou aspectos da família que são importantes para toda a economia e que foram enfatizados por Becker e Mincer, os fundadores da Nova Economia Doméstica: a produção de capital humano na forma de investimento em crianças, a manutenção do capital humano dos adultos, a forma como os membros da família atribuem o seu tempo entre o mercado e o trabalho doméstico e as decisões de consumo na família."  A economia familiar contemporânea também foi enriquecida pelas contribuições de marxistas e feministas radicais escritas desde a década de 1970. Enquanto o marxismo se concentra em como as relações de classe e o capitalismo modelam a estrutura familiar, o foco do feminismo radical era o gênero, o patriarcado e a dominação dos homens sobre as mulheres nos casamentos e lares. As feministas marxistas, em seguida, procuraram integrar essas duas abordagens, tentando mostrar como o patriarcado e o capitalismo interagem uns com os outros.

## Casamentos como empresas
A ideia de que os casamentos são como firmas pode ser encontrada no trabalho de economistas, marxistas e feministas da Nova Economia Doméstica. Alguns marxistas e feministas vêem o casamento entre mulher e homem como algo análogo à relação de emprego em uma sociedade capitalista. Um trabalhador que não possui nenhum meio de produção é semelhante a uma mulher que não pode ganhar renda suficiente sem um marido, de modo que o marido de uma família é como o capitalista de uma empresa. Uma relação de emprego entre cônjuges também constitui a base de algumas análises na tradição da NED. Por exemplo, Shoshana Grossbard modela tanto homens quanto mulheres como possivelmente contratando o trabalho um do outro na produção doméstica, que ela chama de "trabalho esponsal" ou "Trabalho em casa (WiHo)". Na medida em que os maridos empregam a WiHo de suas esposas e pagam a elas um "salário quase baixo" mulheres podem ser consideradas exploradas por seus maridos, como afirmam as economistas marxistas feministas. 
A propriedade legal do agregado familiar é uma questão relacionada com a análise de casamentos como empresas. Robert Ellickson argumentou que os donos do capital do agregado familiar devem ter mais influência na tomada de decisão relacionada com o agregado familiar do que aqueles que trabalham na produção do agregado familiar. Em contrapartida, Grossbard propôs que aqueles que fazem a produção do domicílio devem ter mais controle sobre as decisões do que os donos do capital do domicílio. Este é outro exemplo de paralelos entre economistas feministas treinados em Chicago e economistas marxistas feministas. 
A questão de como o trabalho na produção doméstica por um dos cônjuges é compensado pelo outro cônjuge que se beneficia do trabalho equivale a estabelecer condições de troca em uma situação de especialização e divisão do trabalho. Gary Becker analisou a divisão do trabalho no lar em termos de vantagem comparativa, geralmente assumindo que as mulheres têm uma vantagem comparativa na produção doméstica e os homens na produção fora de casa. Isso levou a uma tendência dos economistas feministas de descartar as análises de casamento de Becker. 
Outras explicações econômicas para o casamento que têm paralelos nas análises econômicas padrão das empresas incluem explicações enfatizando o agrupamento de riscos e consequentemente reduções nos riscos de doença ou desemprego como resultado do casamento, e o papel dos casamentos na facilitação de investimentos específicos como crianças. 

## Divisão do trabalho dentro da família
Os membros da família dividem seu tempo entre o trabalho dentro da casa e o trabalho no mercado. A família como uma unidade pode decidir qual membro da família fará qual tarefa. O trabalho doméstico pode ser categorizado em termos de benefícios para toda a família ou apenas para alguns membros do agregado familiar. Alguns chamam de atividades domésticas que beneficiam toda a família, como lavanderia ou limpeza, e atividades de “trabalho de casa” que são feitas especificamente para outro membro da família, geralmente porque esse membro não é capaz de fazer esse trabalho para si mesmo. Duas formas básicas de carework são cuidados infantis e atendimento aos idosos. O trabalho doméstico que beneficia o cônjuge mais do que o indivíduo pode incluir cozinhar ou lavar roupa, bem como cuidar dos cônjuges capazes de fazer o trabalho eles mesmos.
De acordo com algumas teorias neoclássicas, a divisão do trabalho entre o trabalho doméstico e o mercado está relacionada à função de utilidade dos indivíduos dentro da família. No caso de uma família ter uma preferência maior pelos bens que podem ser comprados no mercado, eles podem alocar mais tempo para o trabalho no mercado e comprar mercadorias do mercado. Se eles têm gosto por bens que são produzidos no agregado familiar, eles podem preferir fazer mais trabalho doméstico e consumir bens produzidos dentro do agregado familiar. Becker assumiu que as mulheres têm uma vantagem comparativa no trabalho doméstico, o que significa que elas são capazes de produzir mais dentro do lar, enquanto os homens têm uma vantagem comparativa no trabalho de mercado, o que significa que eles são capazes de ganhar mais em comparação às mulheres. De acordo com esse ponto de vista, quando as mulheres se especializam na produção doméstica e os homens se especializam na produção de mercado e compartilham o que produzem, tanto homens quanto mulheres maximizam suas utilidades.
No entanto, a especialização completa pode trazer alguns riscos e desvantagens: a necessidade de trabalho doméstico pode diminuir (especialmente quando as crianças crescem) e as mulheres que se especializaram em trabalho doméstico podem não conseguir um salário decente quando retornam ao mercado; quando ambos os cônjuges têm alguma experiência em trabalho doméstico, podem ser mais independentes em caso de divórcio ou morte de um cônjuge. Barbara Bergman escreveu que a especialização completa das mulheres no trabalho doméstico, nomeadamente o fato de serem donas de casa em tempo integral, conduz frequentemente à insegurança financeira das mulheres e aumenta a probabilidade de serem submetidas a violência doméstica em relação a situações de mulheres que trabalham no mercado e ganham salários.
O modelo de negociação teórica do jogo oferece uma estrutura alternativa para analisar a dinâmica entre os membros da família na escolha dos resultados de consumo e produção através de um processo de barganha explícita ou implícita, conflito e/ou cooperação. O modelo de barganha pode presumir que há algum ganho a ser obtido ao participar ou permanecer no casamento, mas como o tempo de trabalho de cada parceiro é distribuído e como os bens e serviços que eles produzem são distribuídos para negociação. Processos de negociação com considerações de poder são formalizados no artigo de Kaushik Basu "Gênero e Say: Um Modelo de Comportamento Doméstico com Equilíbrio Endogenamente Determinado de Poder".  Nessa abordagem, o poder é distribuído pela função de maximização da utilidade individual (se um parceiro tem maior poder aquisitivo, então esse parceiro terá uma posição de maximização de utilidade melhor) e os resultados através de feedback de negociação no processo afetando endogenamente o equilíbrio de poder. Se o resultado favorecer a posição de um parceiro, o poder desse parceiro será ainda mais fortalecido em relação ao outro parceiro. 
A participação das mulheres no mercado de trabalho, indicando que os casais não seguem uma divisão tradicional do trabalho, cresceu dramaticamente nos séculos XIX e XX. Isto foi atribuído por Jeremy Greenwood, Ananth Seshadri e Mehmet Yorukoglu à introdução de aparelhos que economizam tempo em casa.  Esse crescimento na participação tem sido limitado por fatores institucionais, como cotas de quantas mulheres podem ser empregadas em determinadas indústrias. Por exemplo, na Inglaterra, na segunda metade do século XIX, houve uma campanha, apoiada por homens da classe trabalhadora, para restringir o emprego no mercado feminino. Da mesma forma, tem havido barreiras sobre o emprego das mulheres nos Estados Unidos, incluindo leis que impedem as mulheres de serem empregadas após o casamento. Em alguns países, como o Japão, ainda existem algumas cotas no emprego de mulheres no mercado ou no emprego de mulheres casadas. Shoshana Grossbard escreveu sobre como os mercados de casamento influenciam a participação das mulheres na força de trabalho.

## Tomada de decisão na família
Os economistas têm diferentes modelos de tomada de decisão em relação à alocação de mão de obra dentro das famílias. Alguns supõem que haja um único tomador de decisão no lar. Se o chefe da família é altruísta, ele terá alguma satisfação quando tomar uma decisão que leve em consideração o benefício de outros membros da família. Gary Becker argumenta que o altruísmo do tomador de decisão da família também beneficia outros membros da família, porque, como resultado do altruísmo, ele tomará suas decisões levando em consideração os benefícios de outros membros.  Ao fazer isso, ele os manterá dentro da casa e aumentará sua disposição de contribuir mais para a família. Ainda de acordo com o teorema da criança podre de Becker, mesmo se um dos membros da família quisesse prejudicar outro membro da família, contribuindo menos para a família, então o tomador de decisão altruísta da família poderia impedir que aquele membro em particular prejudicasse o outro membro. Nesse caso, um tomador de decisão altruísta pode organizar a distribuição dentro do lar de tal forma que a utilidade que o menino podre recebe do aumento da renda familiar seja mais do que a utilidade que recebe do dano causado pela diminuição da renda familiar. o membro da família que ele inveja. Modelos de tomada de decisões como o modelo de altruísmo de Becker não levam em conta possíveis conflitos que as decisões tomadas por um dos membros do domicílio poderiam criar para outros membros. 
Os modelos de negociação são modelos que se concentram em como a tomada de decisão dentro da família pode prosseguir quando esses conflitos são levados em consideração. Esses modelos pressupõem que as decisões domésticas são tomadas por um processo de barganha. Eles se aplicam à negociação entre marido e mulher, ou entre pai e filho. Os conflitos surgem caso o resultado de uma decisão dê mais utilidade a uma parte, enquanto a decisão alternativa é mais vantajosa para a outra parte. De acordo com Amartya Sen, em alguns casos, os agentes de barganha podem não ter percepções completas de suas contribuições econômicas para a família ou seus interesses. Com base nessa possibilidade, acrescenta mais dois fatores que, segundo ele, afetarão os resultados da barganha: "a percepção da contribuição" e "a percepção do interesse próprio". Se uma parte estiver mais consciente de seus interesses, ela obterá melhores resultados do processo de barganha. Além disso, se uma pessoa tiver um melhor senso do valor de sua contribuição para a família, seu poder no processo de barganha aumentará. Segundo Sen, quando as mulheres fazem o trabalho de mercado, seu poder de barganha vai melhorar, em parte devido a melhores percepções de contribuição e interesse próprio. Como resultado, as decisões tomadas beneficiarão mais as mulheres. Por exemplo, Sen aplicou essa estrutura de negociação para explicar o déficit de mulheres na população em algumas partes do mundo (o problema das "mulheres desaparecidas"): em vista de sua participação mais limitada no trabalho remunerado, as mulheres têm poder de barganhas mais fraco no lar, acesso mais limitado a recursos (comida, cuidados, acesso à saúde) dentro do lar em relação aos homens e, portanto, são menos propensas a sobreviver do que em outras partes do mundo onde as mulheres participam mais no trabalho de mercado. 
Outros ainda modelam os membros da família como tomadores de decisão individuais independentes que possivelmente tomaram decisões antes da formação da família. 